# PHACTR1
Le PHACTR1 (pour « Phosphatase and actin regulator 1 » est une protéine dont le gène est situé sur le chromosome 6 humain.

## Rôle
Son expression est modulée par la neuropiline 1. Il intervient dans l'angiogenèse et dans la formation de l'athérome. 

## En médecine
Un variant du gène est associé avec une augmentation du risque de survenue d'une dissection spontanée d'une artère coronaire, d'une artère carotide ou d'une dysplasie fibromusculaire. Ce variant régule l'expression de l'endothéline-1.